# لشکر سوم پیاده‌نظام دریایی (ورماخت)
لشکر سوم پیاده‌نظام دریایی (به آلمانی: 3. Marine-Infanterie-Division) یکی از لشکرهای کریگسمارینه بود که در آوریل سال ۱۹۴۵ در کیل تشکیل شد.

## تاریخچه عملیاتی
لشکر سوم پیاده‌نظام دریایی به عنوان یک یگان ضعیف متشکل از نفرات نیروی دریایی، بهار سال ۱۹۴۵ هنگامی که قوای شوروی به دروازه‌های برلین رسیده بودند، توسط دریابد بزرگ کارل دونیتس، فرمانده کریگسمارینه به نیروی زمینی آلمان سپرده شد. این لشکر به گروه ارتش ویستولا پیوست و تنها نبرد خود را به عنوان بخشی از ارتش سوم زرهی، در پایتخت صورت داد. لشکر سوم پیاده‌نظام دریایی به سرعت توسط دشمن منهدم شد.

## کتابشناسی
- Mitcham, Samuel (1985). Hitler's Legion: The German Army Oder Of Battle, World War II. Stein And Day. ISBN 0-8128-2992-1.